# Gabriel von Jessernig

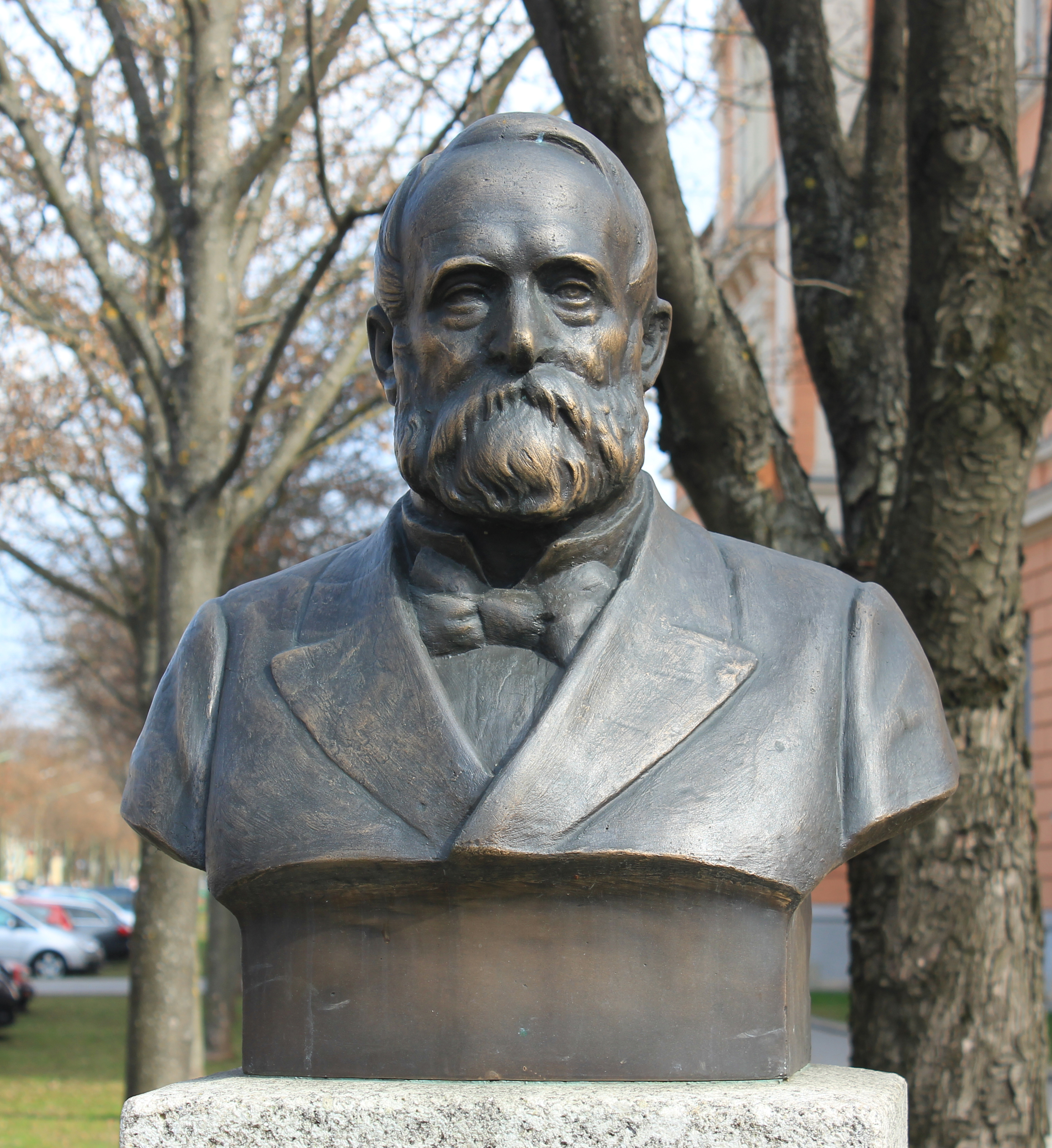
Denkmal in der Jessernigstraße in Klagenfurt

Grab von Gabriel von Jessernig in St. Ruprecht

Gabriel Ritter von Jessernig (auch Jessernigg; * 27. März 1818 in Klagenfurt; † 31. Mai 1887 ebenda) war Bürgermeister der Landeshauptstadt Klagenfurt.

## Leben
Gabriel Jessernig stammte aus einer alten Klagenfurter Familie von Handelsleuten und Steinbierbrauern. Er war der Sohn des Kaufmanns Gabriel Jessernigg (* 23. März 1788; † 28. Dezember 1853) und dessen Ehefrau Franziska geborene Birnbach (1786–1862).
Er besuchte das Gymnasium in Klagenfurt und studierte in Wien Jus, wurde danach Wechselgerichtsassessor und übernahm 1853 nach dem Tod seines Vaters alle Familienunternehmungen. Von 1855 bis 1887 war er Direktor der Kärntner Sparkasse, kam über die neu gegründete Deutsche Partei in den Klagenfurter Gemeinderat und folgte 1861 seinem Schwiegervater Ferdinand Hauser als Bürgermeister. Daneben war er Landtagsabgeordneter, von 1870 bis 1883 Landeshauptmannstellvertreter und einige Jahre auch Reichsratsabgeordneter in Wien. In seiner ersten Amtszeit wurde eine Schule gegründet, aus der sich später die Höhere Technische Bundeslehranstalt für Maschinenbau und Elektrotechnik entwickelte, es folgten der Ausbau der Bahnhofstraße und der Baubeginn von „Neu-Klagenfurt“ im Südosten der Altstadt (zwischen der heutigen Bahnhofstraße, Mießtaler Straße und der Südbahn). Das Gaswerk und die städtische Gasbeleuchtung wurde in Betrieb genommen, das erste Wiener Café in Klagenfurt wurde eröffnet und 1863 wurde eine der ersten Freiwillige Feuerwehren in der österreichisch-ungarischen Monarchie gegründet. Jessernig ließ den Botanischen Garten errichten (dieser wurde später an die heutige Stelle am Kreuzbergl verlegt) und eröffnete die Eisenbahnlinie Klagenfurt-Marburg.
1865 wurde Leopold Nagel zu Jessernig's Nachfolger gewählt, dieser trat jedoch nach fünf Jahren zurück und Jessernig wurde 1870 erneut zum Bürgermeister von Klagenfurt gewählt und übte dieses Amt noch 17 Jahre bis zu seinem Tode aus. In dieser Zeit änderte sich das Stadtbild entscheidend, der Gründerstil erreichte Klagenfurt und eine neue Stadtgärtnerei wurde gegründet. Es entstanden das Krankenhaus, mehrere Kasernen und die Schwimmschule. Eine Pferdebahn vom Stadtzentrum über den trockenzulegenden Lendkanal zum Wörthersee wurde geplant. 1882 wurde die Hausnummerierung eingeführt. 1885 besuchte Kaiser Franz Joseph I. die Landeshauptstadt im Zuge der Eröffnung der ersten großen Gewerbeausstellung des Landes. 1883 wurde in Klagenfurt nach Streikdrohungen von Seiten der Metallarbeiter der Zehnstundentag eingeführt.
Am 9. September 1875 wurde Jessernig mit dem Orden der Eisernen Krone ausgestattet und damit von Kaiser Franz Joseph I. geadelt. Er durfte sich ab diesem Zeitpunkt Ritter von Jessernig nennen.
Ferdinand Jessernig war römisch-katholischer Konfession und mit Michaela (genannt Hella) Hauser (* 29. September 1837; † 15. Juli 1878), der Tochter seines Amtsvorgängers Ferdinand Hauser verheiratet. Aus der Ehe gingen zwei Söhne und drei Töchter hervor. Am 31. Mai 1887 verstarb er in seinem Amt, er wurde in einem großen Staatsbegräbnis auf dem Friedhof St. Ruprecht beigesetzt. Er war der erste Klagenfurter Bürgermeister, nach dem eine Straße benannt wurde (Jesserniggstraße).